# Borghallbrotet
Borghallbrotet (norwegisch für Burghangbruch) ist ein Gletscherbruch im ostantarktischen Königin-Maud-Land. Er liegt auf der Südseite des Viddalen zwischen dem Borg-Massiv und dem Ahlmannryggen.
Wissenschaftler des Norwegischen Polarinstituts benannten ihn 1961.